# HD 204313
HD 204313 (HIP 106006 / SAO 190362) és un estel de magnitud aparent +8,2 enquadrat a la constel·lació de Capricorn. Visualment, s'hi troba a només 8 minuts d'arc a l'oest de 36 Capricorni. Situat a 154 anys llum del sistema solar, es coneixen dos planetes extrasolars en òrbita al voltant d'aquest estel.

## Característiques
HD 204313 és una nana groga de tipus espectral G5V. Amb una temperatura efectiva de 5.767 ± 17 K, és un 19% més lluminosa que el Sol. El seu radi és una mica més gran que el radi solar —al voltant d'un 10% major— i gira sobre si mateixa amb una velocitat de rotació projectada d'1,6 km/s. És una mica més massiva que el Sol, amb una massa entre un 2% i un 5% major que la massa solar. Té una edat incerta d'entre 3.380 ± 2.580 milions d'anys.
Igual que altres estels que alberguen sistemes planetaris, HD 204313 té una alta metal·licitat; el seu índex de metal·licitat ([Fe/H] = +0,18) correspon a una abundància relativa de ferro un 50% més alta que la solar.
HD 204313 pot formar un sistema binari amb un tènue estel que visualment s'hi troba 6,22 segons d'arc al sud d'ella. Es desconeix si és una companya real o si és un estel més allunyat que coincideix en la mateixa línia de visió.

## Sistema planetari
HD 204313 b, descobert el 2009, té una massa mínima 4,05 vegades major que la massa de Júpiter. S'hi mou a una distància mitjana de 3,08 ua de l'estel, completant una òrbita cada 1.931 dies (5,28 anys). L'òrbita no és excessivament excèntrica (ε = 0,13).
El segon planeta, HD 204313 c, orbita a una distància de només 0,21 ua respecte a l'estel. De baixa massa, aquesta equival al 5,5% de la massa de Júpiter i completa una òrbita en 34,87 dies. El seu descobriment va tenir lloc el 2011.